# Копаниха (Гродненская область)
Ко́паниха (бел. Ко́паніха) — деревня в Сморгонском районе Гродненской области Белоруссии. Входит в состав Вишневского сельсовета.
Расположена в северной части района. Расстояние до районного центра Сморгонь по автодороге — около 38 км, до центра сельсовета агрогородка Вишнево по прямой — чуть более 3 км. Ближайшие населённые пункты — Нароты, Свайгини, Славчиненты. Площадь занимаемой территории составляет 0,0380 км², протяжённость границ 890 м.
В 1938 году Копаниха, имевшая на тот момент статус застенка и входившая в состав сельской гмины Вишнево Вилейского повета Виленского воеводства, насчитывала 4 дыма (двора) и 23 души.
В 1939 году, согласно секретному протоколу, заключённому между СССР и Германией, Западная Белоруссия оказалась в сфере интересов советского государства и её территорию заняли войска Красной армии. Деревня вошла в состав новообразованного Сморгонского района Вилейской области БССР. После реорганизации административного-территориального деления БССР деревня была включена в состав новой Молодечненской области в 1944 году. В 1960 году, ввиду новой организации административно-территориального деления и упразднения Молодечненской области, Копаниха вошла в состав Гродненской области.
Согласно переписи население деревни в 1999 году насчитывало 4 жителя.
Северо-восточнее деревни находится одна из самых высоких точек (208,1 метра) Свирской гряды.